# 김지한 (배구 선수)
김지한(1999년 9월 16일 ~ )은 대한민국의 배구 선수다. 원래는 김광민이였으나 김지한으로 개명하였다.

## 방송
- 피지컬: 100 (2023) - Top100